# Fresnes-sur-Apance
Fresnes-sur-Apance è un comune francese di 160 abitanti situato nel dipartimento dell'Alta Marna nella regione del Grand Est.

## Società

### Evoluzione demografica
Abitanti censiti